# Vietnamfasan
Vietnamfasan (Lophura edwardsi) är en sydostasiatisk utrotningshotad hönsfågel.

## Utseende och läten
Vietnamfasanen är en 58–65 centimeter lång fasanfågel. Hanen är blåsvart med kort vit tofs och bar röd hud runt ögat. Honan är enhetlig kallt gråbrun, varmare på vingar, och med en svartaktig stjärt med bruna mittersta stjärtpennor. Ungfågeln liknar honan men kan ha svarta fläckar eller band på manteln, skapularerna och vingtäckarna. Vissa nordliga individer har inslag av vitt i stjärten som tros vara ett utslag av inavel eftersom det även uppträder hos arten i fångenskap. Varningslätet är ett lågt och gutturalt uk uk uk uk uk.

## Utbredning och systematik
Fågeln återfinns enbart i låglandsområden i centrala Vietnam. Den behandlas som monotypisk, det vill säga att den inte delas in i några underarter. Tidigare behandlades den nordliga vitstjärtade populationen som en egen art, Lophura hatinhensis. Vietnamfasanen är troligen systerart till taiwanfasan. Tillsammans utgör de en systergrupp till resten av arterna i släktet.

## Levnadssätt
Vietnamfasanen sägs bebo fuktiga bergsskogar upp till 600 meters höjd, men tidiga insamlade specimen togs i låglänta områden och det finns inga klara bevis att den förekommer över 300 meters höjd. Den trivs bäst i områden med tät undervegetation och lianer.
Födan är okänd och uppgifterna om dess häckningsbiologi är baserat på uppfödda individer, där den lägger fyra till sju ägg som ruvas i 21–22 dagar.

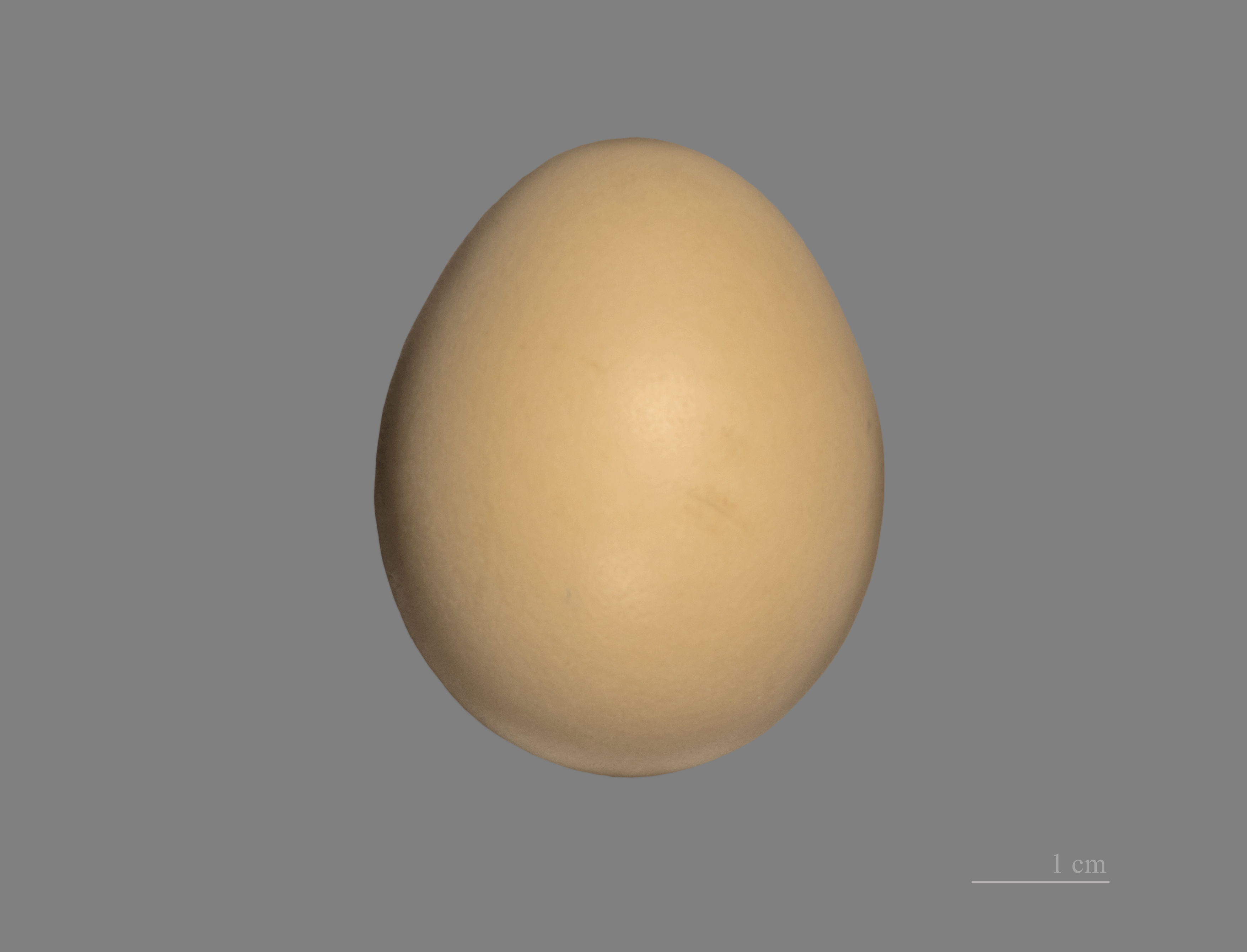
Vietnamfasanens ägg.

## Status
Arten har inte observerats med säkerhet sedan 2000 och det har föreslagits att den redan försvunnit. Över 1000 individer finns dock kvar i fångenskap. Vietnamfasanen tros ha minskat till följd av jakt och habitatförlust. I princip ingen ursprunglig skog inom dess utbredningsområde finns kvar. IUCN kategoriserar arten som akut hotad med tillägget "möjligen utdöd i det vilda".

## Namn
Artens vetenskapliga namn hedrar den franska zoologen Alphonse Milne-Edwards (1835-1900). Tidigare kallades den edwardsfasan eller edwardfasan på svenska, men tilldelades 2024 ett mer informativt namn av BirdLife Sveriges taxonomikommitté.